# 中国科学探险协会
中国科学探险协会是中华人民共和国科学探险工作者组成的全国性、学术性、非营利性社会团体，由中国科学技术协会主管，1989年在北京市成立。